# مارکوس هالستی
مارکوس هالستی (فنلاندی: Markus Halsti؛ زادهٔ ۱۹ مارس ۱۹۸۴) بازیکن فوتبال اهل فنلاند است.
از باشگاه‌هایی که در آن بازی کرده‌است می‌توان به باشگاه فوتبال هلسینکی، باشگاه فوتبال دی‌سی یونایتد، باشگاه فوتبال مالمو، باشگاه فوتبال اسبیرگ، و باشگاه فوتبال میتیولن اشاره کرد.
وی همچنین در تیم‌های ملی فوتبال زیر ۲۱ سال فنلاند و فنلاند بازی کرده‌است.